# 猟師岩山
猟師岩山（りょうしいわやま）は、日本の九州地方北部にある、脊振山地の山の一つである。福岡県福岡市早良区と佐賀県佐賀市の境界にあり、標高は893.4m。

## 概要
九州自然歩道が整備されており、佐賀市三瀬村井出野地区から西椎原峠を経て登るルートなどがある。
沿道では、コバノミツバツツジやシャクナゲなどといった植物の群生を観察できる。

## 近隣の山
- 脊振山：脊振山系の最高峰（標高1,055m）
- 金山：標高967m

## 参考資料
- 猟師岩山（893メートル、佐賀市）